# Eichberg (Autriche)
Pour les articles homonymes, voir Eichberg.
Eichberg est une ancienne commune autrichienne du district de Hartberg en Styrie qui a été rattachée à la commune de Rohrbach an der Lafnitz le 1er janvier 2015.